# Tardieve dyskinesie
Tardieve dyskinesie (TD) is een bewegingsstoornis die optreedt als bijwerking van bepaalde geneesmiddelen. Tardief betekent ongeveer 'laat ontstaan' en dyskinesie betekent 'verkeerde beweging'. De mate van dyskinesie is persoonsafhankelijk. Hoe tardieve dyskinesie precies ontstaat is nog onduidelijk. Het heeft waarschijnlijk te maken met veranderingen in de basale ganglia. Tardieve dyskinesie is irreversibel, een eenmaal ontwikkelde handicap is blijvend.

## Veroorzakers
In het overgrote deel van de gevallen wordt tardieve dyskinesie veroorzaakt door antipsychotica. Zowel de klassieke (oudere) als de atypische (nieuwere) antipsychotica kunnen aanleiding geven tot TD, maar de klassieke middelen geven een vijf maal groter risico op het ontwikkelen van TD dan de atypische middelen. Geschat wordt dat 20 tot 50% van de mensen behandeld met antipsychotica TD ontwikkelt. Ook sommige andere psychofarmaca worden in verband gebracht met het ontstaan van tardieve dyskinesie, bijvoorbeeld antidepressiva.
1. ↑  (en) Remington G. (2007) "Tardive dyskinesia: eliminated, forgotten, or overshadowed?". Curr Opin Psychiatry, jrg.20 (nr.2): pp. 131-137. PMID 17278910
2. ↑  (en) Olga Waln, Joseph Jankovic, An Update on Tardive Dyskinesia: From Phenomenology to Treatment (12 juli 2013). Geraadpleegd op 15 december 2020. “TD prevalence is estimated to be 20–50% of all patients treated with neuroleptics”
3. ↑  W. Vandewalle, E. Boon, P. Sienaert, Bewegingsstoornissen door anti-depressiva en stemmingsstabilisatoren[dode link] (februari 2015). Geraadpleegd op 15 december 2020.

## Vormen
- Orofaciale dyskinesie; de meest voorkomende vorm van tardieve dyskinesie. Het gaat hier om abnormale bewegingen van het gelaat en de mond. Kenmerken zijn:
  - herhaaldelijk smakken
  - kauwbewegingen maken
  - problemen met slikken
  - wenkbrauwen optrekken
  - wegdraaien van de ogen
  - wangen opblazen
- Tardieve acathisie; mensen met acathisie zijn innerlijk onrustig. Ze kunnen ook moeilijk stil blijven zitten of staan
- Ballisme; heftige bewegingen waarbij een arm of been plots uitschiet
- Chorea; onregelmatige bewegingen die overgaan van de ene spiergroep naar de ander
- Tardieve myoclonus; plotselinge, snelle, schokachtige spiertrekjes die over het hele lichaam kunnen voorkomen
- Tardieve tremor; onwillekeurig ritmisch en aanhoudelijk beven
- Tardieve tics; herhaaldelijk gemaakte, typische bewegingen
- Tourettisme; lijkt op het syndroom van Gilles de la Tourette

## Behandeling
Er is geen medicijn tegen tardieve dyskinesie. Wel zijn er middelen die de verschijnselen tegengaan (clonazepam).
Suppletie met vitamine E is een behandeloptie bij patiënten met TD die pas recent is gediagnosticeerd.
Er zijn aanwijzingen dat patiënten met tardieve dyskinesie een verminderd vermogen hebben om het aminozuur fenylalanine uit het bloed te verwijderen. Suppletie met vertakte aminozuren (leucine, isoleucine en valine) zou dan deze fenylalanineniveaus weer kunnen verlagen. In een klinisch onderzoek bij 36 psychiatrische patiënten bleek suppletie met deze aminozuren, ook wel BCAA's genoemd naar de Engelse afkorting, langs deze weg inderdaad de symptomen van tardieve dyskenesie aanmerkelijk te kunnen verlagen.